# Jinyuan (socken i Kina, Guangxi)
Jinyuan (kinesiska: 进远乡, 进远) är en socken i Kina. Den ligger i den autonoma regionen Guangxi, i den södra delen av landet, omkring 120 kilometer nordväst om regionhuvudstaden Nanning. Antalet invånare är 8446. Befolkningen består av 4 151 kvinnor och 4 295 män. Barn under 15 år utgör 21,0 %, vuxna 15-64 år 61 %, och äldre över 65 år 16,0 %.
Genomsnittlig årsnederbörd är 1 664 millimeter. Den regnigaste månaden är juli, med i genomsnitt 286 mm nederbörd, och den torraste är februari, med 25 mm nederbörd.